# معركة ليمنوس (1913)
معركة ليمنوس (تركية: Mondros Deniz Muharebesi، يونانية: Ναυμαχία της Λήμνου) هي معركة بحرية نشبت بين الاسطولين العثماني واليوناني قرب جزيرة ليمنوس في 18 يناير 1913 خلال حرب البلقان الأولى، انتهت المعركة بانتصار الاسطول اليونان وفشل الدولة العثمانية للمرة الثانية والأخيرة في فك الحصار البحري اليوناني على الدردنيل واستعادة السيطرة على بحر إيجة من اليونان.